# Слободчики (Леб'яжівський округ)
Слобо́дчики (рос. Слободчики) — присілок у складі Леб'яжівського округу Курганської області, Росія.
Населення — 11 осіб (2010, 33 у 2002).